# Мурзин, Лешек
Лешек Мурзин (пол. Leszek Murzyn, род. 15 ноября 1960 года, Виснёва, гмина Виснёва, ум. 13 декабря 2021 года) — польский политик, учитель, депутат Сейма IV и V созывов (2001—2007).

## Биография
В 2001 году закончил обучение в Краковской педагогической академии. С 1982 года работал учителем географии в основной школе в Рацеховицах, а затем, с 1991 года, в учебном комбинате в Грушуве.
Со второй половины 1980-х был активистом Объединённой крестьянской партии (союзник ПОРП), а затем Польской крестьянской партии. В 1991 году был в числе организаторов Польского форума крестьянско-христианского «Отчизна». В 2004 году стал его председателем. Был почётным членом Крестьянского союза «Отчизна» Польской Республики.
На выборах 2001 и 2005 годов получил мандат посла на Сейм по списку Лиги польских семей в подкраковском избирательном округе № 12. В парламенте был, в том числе, членом Комиссии Здравоохранения, Комиссии Образования, Науки и Молодёжи, а также Комиссии по парламентской этике (был главой последней часть V созыва Сейма). Был вице-председателем Польско-Бразильской и Польско-Венгерской парламентских групп. На выборах 2007 года неудачно баллотировался на очередной срок в Сейм. Вернулся к работе учителем.
Вышел из Лиги польских семей. В 2009 году баллотировался от комитета Libertas Polska на выборах в Европарламент по краковскому избирательному округу № 10. На президентских выборах 2010 года поддержал кандидатуру Марека Юрека и вошёл в состав его общественного комитета поддержки. Был представителем Правых Речи Посполитой по Мысленицкому повяту, а 22 сентября 2012 года стал воеводским руководителем этой партии по Малопольскому воеводству. На выборах в Сейм 2011 года был кандидатом от этой партии. На выборах в Европарламент 2014 года был представителем этой партии в списке блока Право и справедливость, но не получил мандат. На местных выборах 2018 года был представителем Правых Речи Посполитой в списке комитета Кукиз’15 (который не смог преодолеть электоральный барьер) в Сеймик Малопольского воеводства.
В 2019 награждён Почётным знаком «За заслуги перед сельским хозяйством».

## Личная жизнь
Был женат, имел двух детей.